# Schönbek
Schönbek là một đô thị thuộc huyện Rendsburg-Eckernförde, bang Schleswig-Holstein, Đức